# Rue Pierre-Castagnou
La rue Pierre-Castagnou est une voie située dans le quartier du Petit-Montrouge du 14e arrondissement de Paris, en France.

## Situation et accès
La rue Pierre-Castagnou est une voie publique du 14e arrondissement de Paris. Rectiligne, elle débute au nord-est au 3, rue Charles-Divry et se termine au sud-ouest au débouché de la rue Brézin dans l'avenue du Maine. Elle longe, côté impair, le square Ferdinand-Brunot puis, au-delà de son croisement avec la rue Mouton-Duvernet, le square de l'Aspirant-Dunand, qu'elle sépare de la place Gilbert-Perroy.

## Origine du nom

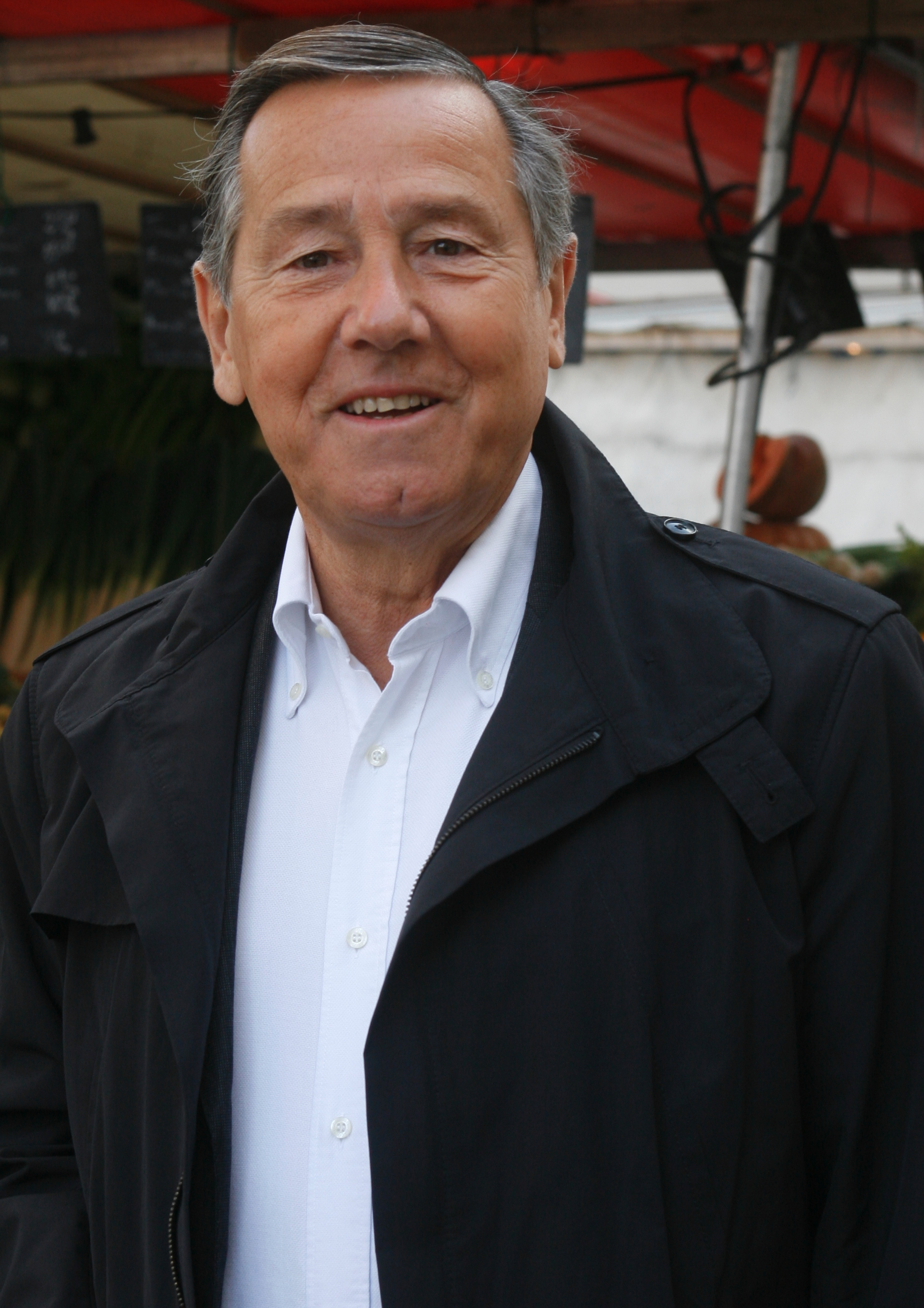
Pierre Castagnou en 2007.

Elle porte depuis 2011 le nom de Pierre Castagnou, élu du Parti socialiste, maire de l'arrondissement de 2001 à sa mort en 2009,.

## Historique
La rue est ouverte en 1871, par la ville de Paris, et reçoit par décret du 10 février 1875 le nom de « rue Durouchoux », en mémoire de Pierre Durouchoux.

### Pierre Durouchoux

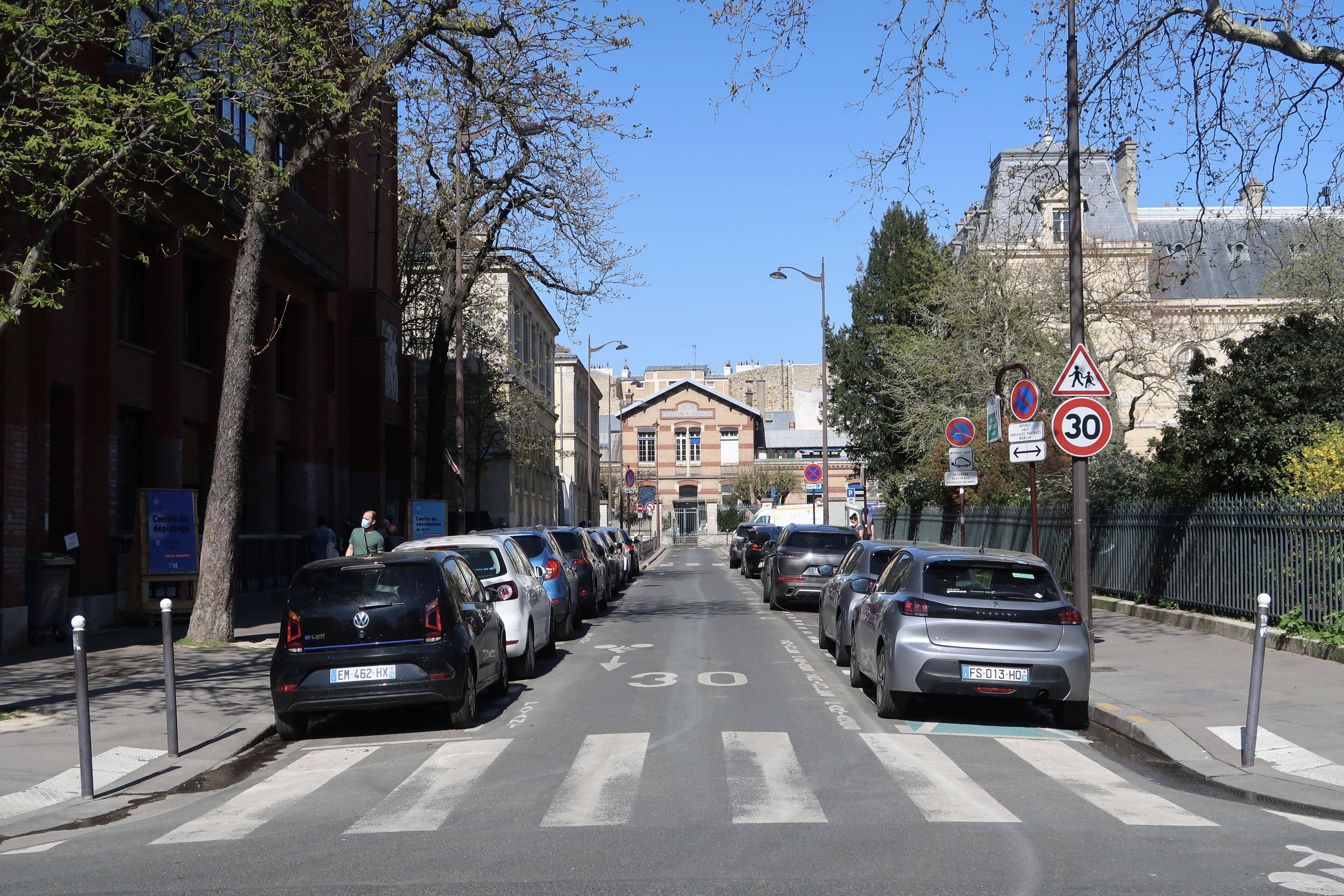
Vue de la voie.

Pierre Durouchoux, né en 1809, est un colonel de la Garde nationale loyal au gouvernement réfugié à Versailles ; il est mort des suites des combats de la Semaine sanglante, dans la vague de répression qui mit fin à la Commune de Paris.
Après la proclamation de la Commune, le 18 mars 1871, Pierre Durouchoux reste dans Paris à la tête d'un petit groupe de soldats fidèles au gouvernement. Jusqu'au 21 mai, il maintient les communications avec les forces versaillaises. Le 22, il lance dans le 7e arrondissement une opération dont le but est de faire la jonction avec les troupes régulières qui investissent les 15e et 14e arrondissements. Rue du Bac, son groupe se heurte aux fédérés et se disperse. Lui-même est mortellement atteint au cours du combat.
Sur proposition du ministre de la Guerre, un décret du 25 mai 1871 le fait chevalier de la Légion d'honneur. Il meurt neuf jours plus tard des suites de ses blessures.

### Changement de nom
Élu en 2001 sur une liste d'union de la gauche, Pierre Castagnou s'était engagé à débaptiser cette rue qui honorait la mémoire de l'« un des meilleurs espions de Thiers ». Le souhait n'est réalisé qu'après sa mort, par le changement de nom qui lui rend hommage : le 3 décembre 2011, la voie prend le nom de « rue Pierre-Castagnou », nonobstant les menaces  de recours devant le tribunal administratif des descendants de Pierre Durouchoux.

## Bâtiments remarquables et lieux de mémoire
- No 2 : lycée Erik-Satie.

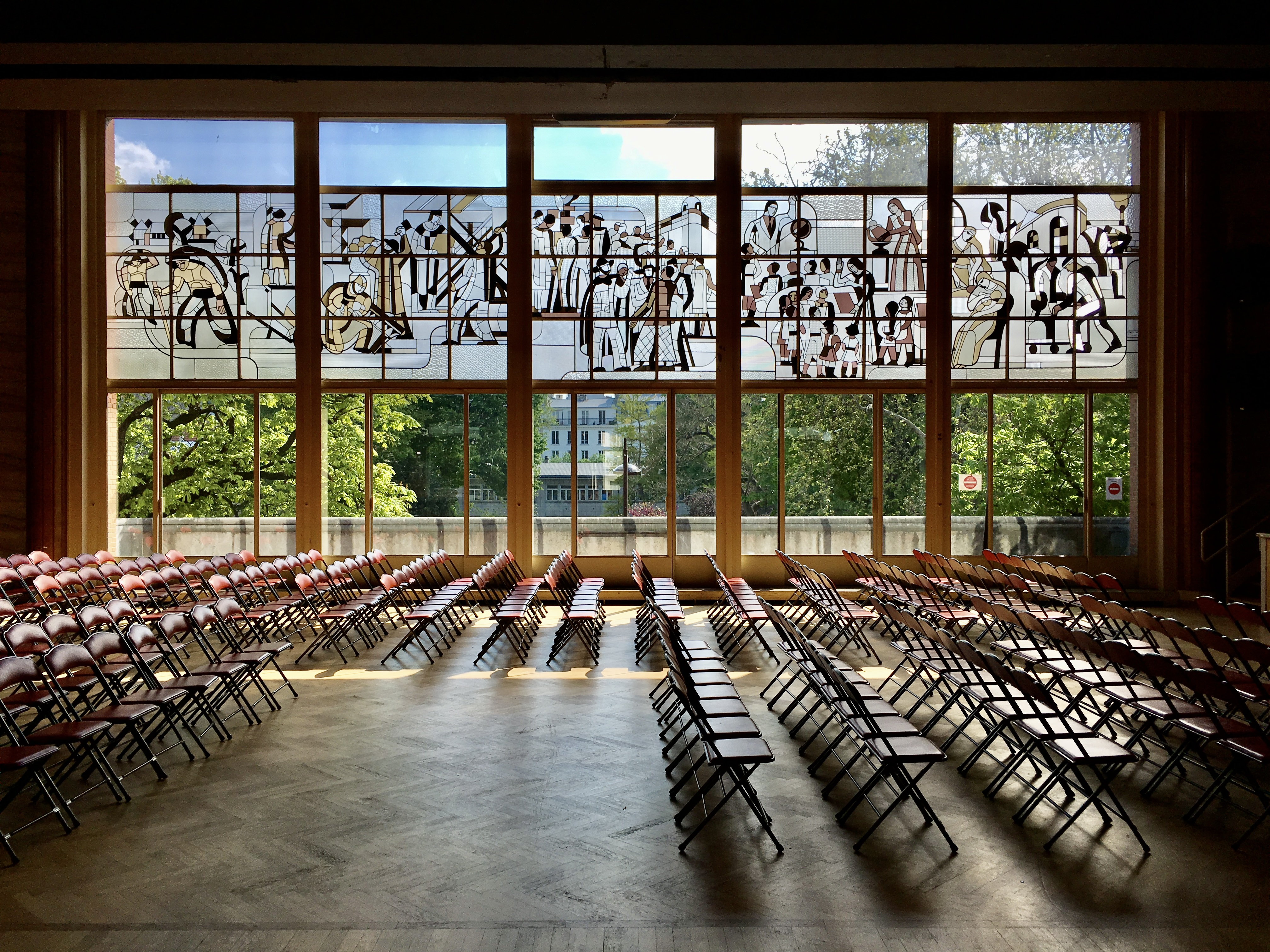
Salle des fêtes de la mairie annexe, dont la verrière donne rue Pierre-Castagnou.

- No 12 et 12 bis : mairie annexe du 14e arrondissement (l'entrée principale est rue Mouton-Duvernet).